# Liste von Handwaffen der Bundeswehr

Logo der Bundeswehr

Diese Liste stellt die aktuellen und abgeschafften Handwaffen der Bundeswehr vor. Bei einigen Einheiten der Bundeswehr – wie beispielsweise dem Kommando Spezialkräfte – sind in geringen Stückzahlen weitere Handwaffen in Gebrauch, die hier nicht aufgeführt werden.

## Erklärung
- Bezeichnung: Nennt den Namen der Handwaffe
- Bild: Hier ist ein Bild der Handwaffe angegeben
- Einführung im Jahr: Nennt den Zeitpunkt der Einführung
- Außerdienststellung: Nennt den Zeitpunkt der Außerdienststellung
- Kaliber: Nennt das Kaliber der verwendeten Munition (Projektildurchmesser × Hülsenlänge)
- Verwendung: Nennt den Verwendungszweck und die Einheit
- Benutzer: Nennt die Teilstreitkraft der Bundeswehr (Luftwaffe/Heer/Marine) oder den entsprechenden militärischen Organisationsbereich, in dem die Handwaffe eingesetzt wird oder wurde.

Derzeit noch genutzte Waffen sind in den Tabellen hellgrün hinterlegt.

## Gewehre
| Bezeichnung             | Bild                    | Einführung im Jahr | Außerdienststellung | Kaliber           | Verwendung | Benutzer              |
| ----------------------- | ----------------------- | ------------------ | ------------------- | ----------------- | --- | --------------------- |
| Garand M1               |                         | 1955               | 1962                | 7,62 × 63 mm      | Teil der ersten Grundausstattung der Bundeswehr. 46.750 Gewehre | Heer Luftwaffe Marine |
| Karabiner M1            |                         | 1955               | 1962                | 7,62 × 33 mm      | Teil der ersten Grundausstattung der Bundeswehr. 6.000 Gewehre | Heer Luftwaffe Marine |
| Lee-Enfield No. 4 Mk. I |                         | 1955               | 1958                | 7,7 × 56 mm R     | Teil der ersten Grundausstattung der Bundeswehr. 18.000 Gewehre. | Luftwaffe             |
| Mauser Modell 98        | Karabiner 98            | 1956               | In Verwendung       | 7,92 × 57 mm      | Der Karabiner 98 wird nur für den protokollarischen Dienst beim Wachbataillon beim Bundesministerium der Verteidigung verwendet. | Heer Luftwaffe Marine |
| G1                      |                         | 1956               | 1962                | 7,62 × 51 mm NATO | Das belgische FN FAL war das erste Standardgewehr der Bundeswehr. 100.000 Gewehre. 12.600 wurden später an den Bundesgrenzschutz abgegeben. | Heer Luftwaffe Marine |
| G2                      | Sturmgewehr 57 alias G2 | −                  | −                   | 7,62 × 51 mm NATO | Erprobungswaffe. Originalwaffe ist auf Kaliber 7,5 × 55 mm Swiss (GP11) eingerichtet |                       |
| G3                      | G3                      | 1959               | In Verwendung       | 7,62 × 51 mm NATO | Das G3 ersetzte ab 1959 das FN FAL/G1 als Standardgewehr. Als Übergangslösung bis zur Einführung des G28 wurden ab 2008 ausgesuchte G3 zu der Version G3A3ZF DMR umgerüstet. Wird weiterhin als Gruppenscharfschützenwaffe verwendet. | Heer Luftwaffe Marine |
| G4                      | Armalite AR-10 alias G4 | −                  | −                   | 7,62 × 51 mm NATO | Lizenzfertigung des Armalite AR-10 von Artillerie Einrichtungen in Hembrug, NL. Erprobungswaffe. |                       |
| G11                     | HK G11                  | 1990               | 1993                | 4,73 × 33 mm      | Das Standardsturmgewehr G3 sollte vom G11 abgelöst werden. Dessen Truppentauglichkeit wurde 1990 festgestellt, man entschied sich jedoch 1993 gegen eine Einführung. | BWB                   |
| AK-74                   | AK-74                   | 1990               | ??                  | 5,45 × 39 mm      | Das sowjetische Sturmgewehr AK-74 wurde nach der Wiedervereinigung aus NVA-Beständen in die Bundeswehr übernommen und kommt in geringen Stückzahlen lediglich als Schulungs- und Feinddarstellungswaffe bei Übungen zum Einsatz. Restbestände wurden vernichtet oder ins Ausland veräußert. | Heer                  |
| G36/G36K                | HK G36 · G36K           | 1997               | In Verwendung       | 5,56 × 45 mm NATO | Nachfolgemodell des G3. Für eine Nutzungsdauer von 20 Jahren geplant, wurde die Waffe im Laufe der Zeit mehrfach verbessert und durch Zubehör ergänzt. In der Truppe befinden sich aktuell (Stand: 2019) die Ausführungen G36A0 bis G36A4 sowie die Kurzversionen G36kA1 bis G36kA4 in der Nutzung. Die Versionen A3 und kA3 gehören zum Rüstsatz des Infanterist der Zukunft – Erweitertes System (IdZ-ES). Die A4 entsprechen weitestgehend dem A3 jedoch ohne die Push-to-Talk-Tasten des IdZ. Im Rahmen der Instandhaltung werden alle defekten G36 auf die Version A4 gebracht.                    | Heer Luftwaffe Marine |
| G27                     |                         | ??                 | In Verwendung       | 7,62 × 51 mm NATO | Eingeführt im Rahmen des einsatzbedingten Sofortbedarfs in geringer Stückzahl als DMR bei der Bundeswehr. Da die Testanforderungen nicht erfüllt wurden, kam es zu keiner großflächigen Einführung bei der regulären Truppe. Das Gewehr wurde jedoch unter der Bezeichnung G27P als „schweres Sturmgewehr“ in die reguläre Truppe eingeführt. Die Spezialkräfte verwenden das Gewehr in einer kürzeren Version mit 13″ Lauf. Insgesamt wurden zwischen 2010 und 2016 757 Gewehre beschafft. | Heer Luftwaffe Marine |
| G95k                    |                         | 2019               | In Verwendung       | 5,56 × 45 mm NATO | In der Variante HK416A7 mit 14,5 Zoll-Rohrlänge beim Kommando Spezialkräfte (KSK) und Kampfschwimmer der Bundeswehr. Die Beschaffung wurde bis 2022 abgeschlossen. Die Kommando Spezialkräfte erhielten ein Eotech-Reflexvisier EXPS 3-0 NV mit Vergrößerungsnachsatz G33 Booster. Die Kampfschwimmer nutzen abweichend ein Aimpointvisier. Als Laser-Licht-Modul dient VTAL von Rheinmetall. Insgesamt umfasste die Planung die Beschaffung von 1.745 Sätzen. Eine weitere beschaffungsbehördliche Bezeichnung für die Variante HK416A5 ist G38C; wird allerdings nicht von den Streitkräften genutzt. | Heer Marine           |

## Scharfschützengewehre
| Bezeichnung   | Bild     | Einführung im Jahr | Außerdienststellung | Kaliber           | Verwendung | Benutzer              |
| ------------- | -------- | ------------------ | ------------------- | ----------------- | --- | --------------------- |
| G22           | G22      | 1997               | In Verwendung       | 7,62 × 67 mm      | Einsatz gegen Mannziele bis zu 800 Metern; Einsatz gegen taktische Ziele wie Radaranlagen, Hubschrauber oder ungepanzerte Fahrzeuge bis zu 1000 Metern. Gemäß den Einsatzgrundsätzen ist das G22 für den defensiven bzw. reaktiven Einsatz („Counter-sniping“) vorgesehen. Ein offensiver Einsatz der Waffe ist jedoch ebenfalls möglich. Ab 2019 wurden sämtliche 780 Gewehre auf den Stand A2 aufgerüstet. | Heer Marine Luftwaffe |
| G23           | G23      | 1997               | in Verwendung       | 7,62 × 67 mm      | Einsatzbedingter Sofortbedarf (für SFOR) von 58 Scharfschützengewehren des Typs AWM-F (ohne Modifikationen) vor der eigentlichen Einführung als G22. | Heer                  |
| G24           | G24      | ??                 | in Verwendung       | 12,7 × 99 mm NATO | Scharfschützengewehr von Accuracy International Ltd. für die Spezialkräfte vor der Einführung des G82 beschafft. | Heer Marine           |
| G25           |          | ??                 | In Verwendung       | 7,62 × 51 mm NATO | Scharfschützengewehr von Accuracy International Ltd. für die Spezialkräfte. Kann zerlegt in einem Hartschalenkoffer transportiert werden und verfügt über einen längeren Schalldämpfer, der den Lauf komplett umschließt. | Heer Marine           |
| G28 (DMR 762) | HK MR308 | 2012               | In Verwendung       | 7,62 × 51 mm NATO | Beschaffung von 560 Exemplaren. Als Basis dient das HK MR308, eine zivile Version des HK417. Das Kommando Spezialkräfte verwendet das DMR 762 wurde in einer militärischen Version als DMR G28 beschafft. | Heer Marine Luftwaffe |
| G29           | G29      | 2016               | In Verwendung       | 8,6 × 70 mm       | 115 Scharfschützengewehr RS9 von C. G. Haenel für die Spezialkräfte. | Heer Marine           |
| G82           | G82      | 2005               | In Verwendung       | 12,7 × 99 mm NATO | Das Gewehr wurde im Rahmen des Projekts Infanterist der Zukunft bei der Bundeswehr als Gewehr großer Reichweite eingeführt und gilt als Alternative, wenn G36 und G22 an ihre Leistungsgrenzen stoßen. | Heer Marine Luftwaffe |

## Maschinengewehre
| Bezeichnung | Bild     | Einführung im Jahr | Außerdienststellung | Kaliber           | Verwendung | Benutzer              |
| ----------- | -------- | ------------------ | ------------------- | ----------------- | --- | --------------------- |
| lMG BAR     | BAR      | 1955               | 1957                | 7,62 × 63 mm      | Leichtes Maschinengewehr in der ersten Grundausstattung der Infanterie. 1.334 aus den USA erhalten. | Heer                  |
| MG M1919    | MG M1919 | 1955               | 1957                | 7,62 × 63 mm      | Das M1919 war das erste leichte Maschinengewehr der Bundeswehr. | Heer Luftwaffe Marine |
| MG1 / MG2   | MG1      | 1957               | 1969                | 7,62 × 51 mm NATO | MG1; Nachkriegsfertigung des MG42 für die Bundeswehr, ab 1959 umgerüstet auf Natokaliber. Die Weiterentwicklung MG1A3 mit neuem Rückstoßverstärker war die Grundversion des MG3. MG2; Kriegsfertigung des MG42 aus Beständen der Wehrmacht bzw. aus amerikanischen und französischen Beutebeständen. | Heer Luftwaffe Marine |
| MG3         | MG3      | 1969               | In Verwendung       | 7,62 × 51 mm NATO | Das MG3 ist eine Weiterentwicklung des MG42 aus dem Zweiten Weltkrieg und wird bis heute in der Bundeswehr genutzt. Da die Produktion in den 1970er Jahren bereits auslief, ist derzeit geplant etliche tausend neue Gehäuse fräsen zu lassen. So soll das bewährte Maschinengewehr mit der hohen Kadenz von 1.200 Schuss/Minute vor allem auf Gefechtsfahrzeugen als Fliegerabwehr-, aber auch als Blenden-MG mittelfristig noch in Nutzung bleiben. (Stand: 2019) | Heer Luftwaffe Marine |
| MG4         | HK MG4   | 2005               | In Verwendung       | 5,56 × 45 mm NATO | Das MG4 wurde im Rahmen des Projektes Infanterist der Zukunft entwickelt und eingeführt. Derzeit gibt es fünf Versionen für unterschiedliche Einsatzzwecke. Diese sollen zukünftig auf drei Versionen harmonisiert werden, weisen aber bereits heute eine hohe logistische Gleichheit (123 Übernahmeteile) sowie eine gleichartige Bedienbarkeit und ein gleiches Sicherungskonzept auf.                                                                            | Heer Luftwaffe Marine |
| MG5         | HK MG5   | 2015               | In Verwendung       | 7,62 × 51 mm NATO | Ersetzt nach und nach das bewährte MG3. Das MG5A1 lässt sich auf den fernbedienbaren Waffenstationen FLW100 und in den mechanischen Lafetten KMW1530 integrieren. Für das MG5A2 sollen zudem Adapter eingeführt werden, um es auf den MG3-Lafetten infanteristisch einsetzen zu können. | Heer Luftwaffe Marine |
| G8          | HK 21    | ??                 | In Verwendung       | 7,62 × 51 mm NATO | Das G8 wird vom KSK und von den Kampfschwimmern eingesetzt. | Heer Marine           |

## Pistolen
| Bezeichnung   | Bild            | Einführung im Jahr | Außerdienststellung | Kaliber       | Verwendung | Benutzer                                    |
| ------------- | --------------- | ------------------ | ------------------- | ------------- | --- | ------------------------------------------- |
| P1/P38        | P1              | 1955               | In Verwendung       | 9 × 19 mm     | Die Walther P1 basiert auf der P38 der Wehrmacht. Die P1 wird nur noch im protokollarischen Dienst verwendet. Sie unterliegt dabei einem Nutzungsverzicht. | Heer Luftwaffe Marine Unterstützungsbereich |
| P2            | P2              | 1955               | ??                  | 9 × 19 mm     | Schweizer SIG P210-4. Aus Beständen des BGS übernommen. | Heer                                        |
| P3            | P3              | 1955               | ??                  | 9 × 19 mm     | Spanische Astra 600/43. Aus Beständen des BGS übernommen. | Heer                                        |
| P4            | P4              | –                  | –                   | 9 × 19 mm     | Variante der Walther P1: Lauf um 15 mm gekürzt; Griffstück mit Stahl-Sechskant verstärkt; kontrastreiche Visierung; kurzer Hahnsporn; komplett gefederter Entspann-Hebel anstelle der alten Sicherung. Erprobungswaffe.                                                                                        |                                             |
| P5            | P5              | –                  | –                   | 9 × 19 mm     | Walther P5. Erprobungswaffe. |                                             |
| P6            | P6              | –                  | –                   | 9 × 19 mm     | SIG Sauer P225. Erprobungswaffe. |                                             |
| P51 / P52     |                 | 1955               | ??                  | 11,43 × 23 mm | Erstausstattung, 13.378 Pistolen wurden 1955/56 von den USA geliefert. Die Variante M1911 diente als P51, die Variante M1911A1 als P52. | Heer Luftwaffe Marine                       |
| P21           |                 | 1956               | In Verwendung       | 7,65 × 17 mm  | 7.457 Pistolen Walther PPK. 5.568 mit Stahlgriffstück und 1.889 mit Leichtmetallgriffstück. Die für Piloten bei der Luftwaffe beschafften Waffen wurden später auch von Feldjägern, Schiffskommandanten der Marine und Wallmeistern benutzt. Aktuell (2019) wird sie nur noch im Militärattachédienst genutzt. | Luftwaffe Unterstützungsbereich             |
| P11           | P11             | 1976               | In Verwendung       | 7,62 × 36 mm  | Die P11 wird nur von den Kampfschwimmern als Unterwasserpistole verwendet. | Marine                                      |
| P7            | P1              | 1985               | ??                  | 9 × 19 mm     | Die P7 wurde nur für den militärischen Personenschutz von den Feldjägern verwendet. Inzwischen ist die P7 durch die P30 abgelöst worden. | Unterstützungsbereich                       |
| P8            | P8              | 1994               | In Verwendung       | 9 × 19 mm     | Derzeitige Standard-Dienstpistole der Bundeswehr. Inzwischen wurde die Pistole mit einem verstärkten Verschluss zur Version P8A1 aufgewertet. Eine weitere Variante ist die P8 Combat, welche sich durch das Fehlen eines Sicherungshebels zur P8 unterscheidet.                                               | Heer Luftwaffe Marine                       |
| P9            | Glock 17        | ??                 | In Verwendung       | 9 × 19 mm     | Eingeführt zunächst als P9M, eine Glock 17 der 3. Generation, und seit 2014 auch P9A1, eine Glock 17 der 4. Generation | Heer Marine                                 |
| P10           | P10             | –                  | –                   | 9 × 19 mm     | Verkürzte P8. Erprobungswaffe. |                                             |
| P12           | HK USP Tactical | 1998               | In Verwendung       | 11,43 × 23 mm | Entspricht der P8 im Kaliber 11,43 × 23 mm (.45 ACP). Die P12 wird bei den spezialisierten Kräften geführt. |                                             |
| P30           | HK P30          | ??                 | In Verwendung       | 9 × 19 mm     | Die P30 ersetzt bei den Personenschutzkräften der Feldjägertruppe die P7 und dient im Kommando Spezialkräfte als Standardpistole. | Heer Unterstützungsbereich                  |
| P14 und P 14K |                 |                    | In Beschaffung      | 9 * 19 mm     | Die P14 und die P14K ("Kompakt") ersetzen die die P9 und P30 bei den Spezialkräften. Basis ist die Pistole Walther PDP | Heer                                        |

## Maschinenpistolen
| Bezeichnung   | Bild | Einführung im Jahr | Außerdienststellung | Kaliber       | Verwendung | Benutzer              |
| ------------- | ---- | ------------------ | ------------------- | ------------- | --- | --------------------- |
| MP1           |      | 1955               | 1959                | 9 × 19 mm     | 740 Stück wurden vom BGS übernommen. | Heer Luftwaffe Marine |
| Thompson M1A1 |      | 1955               | 1959                | 11,43 × 23 mm | 8.188 Thompson Guns wurden 1955/56 von den USA geliefert und an Panzerbesatzungen und Kampfschwimmer ausgegeben. | Heer Luftwaffe Marine |
| MP2A1 („Uzi“) | MP2  | 1959               | In Verwendung       | 9 × 19 mm     | Eine Variante mit starrer Holz-Schulterstütze (MP2) fand ebenfalls in der Bundeswehr Verwendung. Die MP2 soll vollständig durch eine weitere Beschaffung der MP7 ersetzt werden (Stand: 2019)                                  | Heer Luftwaffe Marine |
| MP5           | MP5  | 1985               | In Verwendung       | 9 × 19 mm     | Die Waffe wird nur von KSK, Kampfschwimmern, Feldjägern und Fernspähern innerhalb der Bundeswehr in verschiedenen Versionen verwendet. Früher gehörte sie zur Standardausstattung der Boardingteams.                           | Heer Marine           |
| MP5 K         | MP5  | ??                 | In Verwendung       | 9 × 19 mm     | Die Waffe wird nur von Soldaten des KSK und der Feldjäger verwendet. | Heer                  |
| MP7A1         | MP7  | 2001               | In Verwendung       | 4,6 × 30 mm   | Die MP7 wird im Konzept Infanterist der Zukunft und im abgeleiteten Projekt „Soldat im Einsatz – SiE“, sowie bei den Feldjägern verwendet. Sie soll weiterhin beschafft werden und die MP2 vollständig ersetzten (Stand: 2019) | Heer Luftwaffe Marine |

## Flieger- und Panzerabwehrwaffen
| Bezeichnung                                     | Bild                                                    | Einführung im Jahr | Außerdienststellung | Munition                     | Verwendung | Benutzer              |
| ----------------------------------------------- | ------------------------------------------------------- | ------------------ | ------------------- | ---------------------------- | --- | --------------------- |
| Bazooka M20A1B1                                 | Bazooka M20                                             | 1955               | 1961                | Kaliber 3,5″ (89 mm)         | Teil der Erstausstattung der Bundeswehr | Heer Luftwaffe        |
| Panzerfaust 44 (Panzerfaust leicht)             | Panzerfaust 44                                          | 1963               | ab 1992             | Kaliber 60 mm                | Die Panzerfaust 44 wurde als leichte Panzerfaust bezeichnet und wird heute nicht mehr verwendet. | Heer Luftwaffe Marine |
| Panzerfaust Carl Gustaf (Panzerfaust schwer)    | schwere Panzerfaust Carl Gustaf oder Leuchtbüchse 84 mm | ??                 | In Verwendung       | Kaliber 84 mm                | Die Panzerfaust Carl Gustaf wird noch zur Gefechtsfeldbeleuchtung eingesetzt. | Heer Luftwaffe Marine |
| Panzerabwehrlenkrakete MILAN                    | Panzerabwehrwaffe MILAN                                 | 1977               | 2021                | Lenkflugkörper mit Startrohr | Eingesetzt bei der Panzergrenadiertruppe als auch Fallschirmjäger-, Jäger-, Gebirgsjäger- und Pioniertruppe. Bei den Panzergrenadieren zusätzlich auf dem Schützenpanzer Marder 1 integriert. Die MILAN ist im klassischen Sinne keine Handwaffe kann aber von zwei Soldaten (MILAN-Truppführer und Richtschütze) getragen werden. | Heer Marine           |
| Panzerfaust 3                                   | Panzerfaust 3                                           | 1992               | In Verwendung       | Kaliber 110 mm               | Die Panzerfaust 3 ersetzt die leichte Panzerfaust und weitgehend die schwere Panzerfaust Carl Gustaf. | Heer Luftwaffe Marine |
| Fliegerfaust 1 „Ost“ Strela 2                   | Strela 2                                                | 1990               | 2012                | Raketen                      | Die Strela 2 gehört zu den Flugabwehrwaffen und wurde aus NVA-Beständen übernommen. | Heer Luftwaffe        |
| Fliegerfaust 1 „Redeye“                         | FIM-43 Redeye                                           | 1973               | 1992                | Raketen                      | Die FIM-43 Redeye war die erste von einem einzelnen Soldaten zu bedienende Flugabwehrrakete (MANPADS) die 1973 von der Bundeswehr eingeführt wurde. | Heer Luftwaffe Marine |
| Fliegerfaust 2                                  | FIM-92 Stinger                                          | 1992               | In Verwendung       | Raketen                      | Die FIM-92 Stinger gehört zu den Flugabwehrwaffen. | Heer Luftwaffe Marine |
| Mehrrollenfähiges leichtes Lenkflugkörpersystem | SPIKE ATGM                                              | 2009               | In Verwendung       | Lenkflugkörper mit Startrohr | Nachfolger der MILAN. Genutzt in der Variante Spike-LR hat der Lenkflugkörper eine Reichweite von vier Kilometer und wird von der Infanterie- und Spezialkräften sowie auf Schützenpanzer Puma, Marder und Waffenträger Wiesel eingesetzt.                                                                                         | Heer Marine           |
| Wirkmittel 90                                   | Panzerfaust RGW 90                                      | 2012               | In Verwendung       | Kaliber 90 mm                | Eingeführt zur Bekämpfung von Panzern, leicht gepanzerten Fahrzeugen, Infanterie und Feldbefestigungen. Auch für Gefechtsfeldbeleuchtung und Rauchgranaten einsetzbar. | Heer                  |
| Leichtes Wirkmittel 1800+                       | Leichtes Wirkmittel 1800+                               | 2024               | In Verwendung       | Raketen                      | Eingeführt zur Bekämpfung von ungepanzerten und leicht gepanzerten Fahrzeugen, mobilen und stationären Zielen sowie in gedeckter, teilgedeckter Stellung und in Gebäuden. Möglichkeit des Einsatzes gegen stärker gepanzerte Fahrzeuge oder Luftziele (mit jeweils anderem Sprengkopf).                                            | Heer                  |

## Blankwaffen und Taschenmesser
| Bezeichnung                        | Bild                                                       | Einführung im Jahr              | Außerdienststellung | Klingenlänge | Verwendung | Benutzer              |
| ---------------------------------- | ---------------------------------------------------------- | ------------------------------- | ------------------- | ------------ | --- | --------------------- |
| Taschenmesser GAK 1                | Taschenmesser                                              | 1976                            | 2009                | 82 mm        | Das Taschenmesser GAK 1 (German Army Knife) der Firma Victorinox bekam unter den Soldaten den Beinamen BW Stumpf. | Heer Luftwaffe Marine |
| Taschenmesser GAK 4                | Taschenmesser                                              | 2009                            | In Verwendung       | 85 mm        | Das Taschenmesser GAK 4 der Firma Victorinox ersetzte 2009 das alte der Bundeswehr. Durch seine mögliche Verwendung als Einhandmesser kam es (zumindest in der Anfangszeit) zu juristischen Irritationen. Das Messer durfte deswegen außerhalb der Dienstzeit nicht geführt werden und musste in der Kaserne unter Verschluss aufbewahrt werden. | Heer Luftwaffe Marine |
| Bordmesser                         |                                                            | –                               | –                   | 85 mm        | Das Bordmesser gehört zur Ausrüstung jedes Marinesoldaten, es verfügt außerdem über einen Marlspieker. | Marine                |
| Fallschirmjägermesser* Modell 1956 | Fallschirmjägermesser                                      | 1956                            | 1963                | 100 mm       | Das erste Fallmesser der Bundeswehr wurde in zwei Versionen an die Fallschirmjäger- und Panzertruppe ausgegeben. Die Bundeswehr war mit der Qualität der Fallmesser unzufrieden, so dass diese 1963 ersetzt wurden. | Heer                  |
| Fallschirmjägermesser Modell 1963  |                                                            | 1963                            | –                   | 140 mm       | Dieses wird nur an Soldaten der Fallschirmjägertruppe als Nahkampfwaffe und Sicherheitsmesser für den Fallschirmsprung ausgegeben. | Heer                  |
| Bundeswehrkampfmesser*             | Kampfmesser                                                | 1968                            | 1992                | –            | Trotz des Namens eignet sich das Bundeswehrkampfmesser nicht primär als Nahkampfwaffe und war auch nicht dafür vorgesehen. Deshalb wurden bei Spezialeinheiten später das Gerber Mark 2 und danach das Böker KSK eingeführt. Die Beschaffung wurde 1992 eingestellt und das Messer wurde später durch das KM 2000 ersetzt. | Heer Luftwaffe Marine |
| KM 2000                            | KM 2000                                                    | 2003                            | In Verwendung       | 172 mm       | Das KM 2000 von Eickhorn ist das Standard-Kampfmesser der Bundeswehr. | Heer Luftwaffe Marine |
| Bajonett AKM Typ I                 | AKM Bajonett Typ I                                         | um 1993                         | –                   | 145 mm       | Das Bajonett der AKM (modernisierte Kalaschnikow) ist eine Nahkampfwaffe aus NVA-Beständen. Die Waffe wurde nach der Wiedervereinigung bei infanteristischen Verbänden unter der Bezeichnung Kampfmesser, schwer eingeführt. Es diente als Kampfmesser, Säge und Drahtschneider, jedoch nicht als Bajonett, da inkompatibel. | Heer                  |
| Bajonett AKM Typ II                | AKM Bajonett Typ II (unmodifiziert, rote Schnur ist zivil) | um 1993, 1997 teils modifiziert | –                   | 145 mm       | Das Bajonett der AKM und AK-74 ist eine Nahkampfwaffe aus NVA-Beständen. Modifizierte Versionen können auf dem Sturmgewehr G36 aufgepflanzt werden. Das Bajonett musste am Haltering modifiziert werden, um aufgepflanzt werden zu können. Dazu wurde der originale Haltering abgeschnitten und ein anderer mit größerem Durchmesser angeschweißt. Zusätzlich wurde die lederne Gürtelhalterung durch eine neue aus Kunstfasern und Plastik ersetzt, welche mit dem westdeutschen Koppel kompatibel ist. Diese Änderung wurde nicht offiziell, sondern in Privatinitiative in begrenzter Stückzahl durchgeführt. Das Bajonett diente zusätzlich als Kampfmesser, Säge und Drahtschneider. | Heer                  |
| Bajonett G3                        | Bajonett G3                                                | –                               | –                   | 170 mm       | Das Bajonett wurde nie an die Truppe ausgegeben, war aber in den frühen 1980ern im sog. "Kasernen-Bestand". Die Klinge ist an den Seiten stumpf, weist also keinerlei Schneide auf, und war als reine Stichwaffe ausgelegt. Schleifen bzw. Entfernung der mattschwarzen Lackierung hatte zu unterbleiben (Lichtreflexion/Blendwirkung). Vereinzelt wurde das Bajonett bei manchen Einheiten (z. B. Schwimmbrücken-Pioniere / M-Bootfahrer) in Eigeninitiative ausgegeben/beschafft, um (dann mit geschliffener Klinge) Seile und Taue zu zertrennen. | Heer Luftwaffe Marine |
| Kappmesser                         |                                                            | 1967                            | –                   | 156 mm       | Ausgegeben an das fliegende Personal als Teil der Überlebensausrüstung. Bis 1983 von Puma geliefert. Danach von der Fa. Hirschkrone. Es gibt Modelle für die Flughafenfeuerwehr, die am Klingenrücken eine Einkerbung als Gurtschneider besitzen. | Luftwaffe             |

* Blankwaffen gelten teilweise als Waffen und sind waffenkammerpflichtig oder dürfen nicht außer Dienst geführt werden, und müssen in der Kaserne durch den Soldaten außer Dienst unter Verschluss gehalten werden.

## Weitere Waffen
| Bezeichnung            | Bild             | Einführung im Jahr | Außerdienststellung | Munition                                        | Verwendung | Benutzer              |
| ---------------------- | ---------------- | ------------------ | ------------------- | ----------------------------------------------- | --- | --------------------- |
| MZF1                   | Remington 870    | ??                 | In Verwendung       | Kaliber 12                                      | Repetierflinte für Flintenlaufgeschosse – Verwendung bei KSK, Feldjägern, Kampfschwimmern und den Boardingteams.                       | Heer Marine           |
| AG36                   | AG36             | 1997               | In Verwendung       | 40mm Granate                                    | Die Granatpistole AG36 kann am Sturmgewehr G36 montiert werden.                                                                        | Heer Luftwaffe Marine |
| Granatpistole 40 mm    | HK69             | 1974               | In Verwendung       | 40 × 46 mm Granate                              | Die Granatpistole 40 mm ist eine selbständige Sekundärwaffe.                                                                           | Heer Luftwaffe Marine |
| HK P2A1                | HK69             | ??                 | In Verwendung       | 26,5 mm Leuchtgeschosse                         | Leuchtpistole zur Signalgebung und Gefechtsfeldbeleuchtung                                                                             | Heer Luftwaffe Marine |
| FHK 19                 | FHK19            | 1970er Jahre       | In Verwendung       | Signal, Licht, DM13A2B2, 19 mm, PT, Einzelstern | Notsignalgerät für Luftfahrzeugbesatzungen                                                                                             | Heer Luftwaffe Marine |
| DM 34 Handflammpatrone | Handflammpatrone | 1965               | 2001                | keine                                           | Diese Waffe gehört zu den Brandwaffen                                                                                                  | Heer Luftwaffe Marine |
| DM41                   | DM41A1           | 1955               | ??                  | keine                                           | Diese Splitterhandgranate gehörte zu den Standardhandwaffen der Bundeswehr. Die Übungshandgranate der DM41 trägt die Bezeichnung DM48. | Heer Luftwaffe Marine |
| DM51                   | DM51             | 1975               | In Verwendung       | keine                                           | Die DM51 ist die Standard-Handgranate der Bundeswehr. Die Übungshandgranate der DM51 trägt die Bezeichnung DM58.                       | Heer Luftwaffe Marine |